# Cardiandra densifolia
Cardiandra densifolia är en hortensiaväxtart som beskrevs av C. E Wet. Cardiandra densifolia ingår i släktet Cardiandra och familjen hortensiaväxter. Inga underarter finns listade i Catalogue of Life.